# Ivan Selan
Ivan Selan (roj. Janez Selan), slovenski kartograf samouk, * 18. november 1902, Savlje pri Ljubljani, Avstro-Ogrska, † 29. september 1981, Suhadole pri Komendi, Jugoslavija.

## Življenjepis
Janez je bil po rojstvu drugi otrok očeta Matije Selana in matere Neže Selan, rojene Zalokar iz Suhadol. Matiji in Neži se je v zakonu rodilo devet otrok, pet sinov in štiri hčere. Šest otrok je umrlo, preden so bili stari pol leta. Prvi otrok Frančišek se je rodil približno leto pred njim, a je umrl v mesecu rojstva, tako, da je bil Janez najstarejši otrok. Neža je umrla 11. novembra 1911, stara 34 let. Oče Matija se je drugič poročil z Mano Oselj iz Bukovice. V zakonu se jima je rodilo enajst otrok, šest sinov in pet hčera. Štirje otroci so umrli pred starostjo pol leta. Mana je umrla 22. marca 1927 v starosti 42 let. Oče Matija se je v tretje poročil s Katarino Košenino iz Spodnje Senice pri Medvodah. V zakonu se jima je rodilo devet otrok, štirje sinovi in pet hčera. Zadnji otrok, rojen leta 1943 je umrl, preden je bil star pol leta. Oče Matija je bil ob rojstvu prvega otroka star 22 let, ob rojstvu zadnjega pa 64 let. V treh zakonih se mu je rodilo 29 otrok, pred starostjo pol leta pa je umrlo 11 otrok, 18 pa jih je preživelo.
Janez Selan, ki so ga domači klicali Johan je odraščal na domači kmetiji v Savljah, ki se ji je po domače reklo pri Bazelnu. Kmetija ni bila velika, obsegala je dobre tri hektarje zemlje, zaradi številčnosti družine je bilo njihovo življenje dokaj trdo. Med otroki v družini je nekoliko izstopal le Johan, ki sicer za kmečko delo ni kazal vneme, rad pa je pasel živino ter se učil in risal. Ker si je v šoli, obiskoval je ljudsko šolo na Ježici,  veliko zapomnil, se mu doma ni bilo treba učiti za odličen uspeh. Ker mu krstno ime Janez in vzdevek Johan nista bila všeč, si je pozneje izbral psevdonim Ivan.
V starosti 12 let, tri leta po smrti matere se je preselil v Suhadole pri Komendi, na Šimnovo kmetijo, kjer se je rodila njegova mati. Na kmetiji sta živeli ostareli teti Katra in Marjana, ki pa nista zmogli trdega kmečkega dela. Nekaj pred Ivanovim prihodom je na Šimnovi kmetiji gospodaril stric Tone, mamin brat, ki pa je umrl brez otrok. Kmetija je obsegala blizu 20 hektarjev zemljišča in je Ivan moral takoj poprijeti za delo. Ob tem je obiskoval mešano osnovno šolo v Komendi, ki jo je zaključil z odliko leta 1916. S prevzemom kmetije je bil Ivan dolžan bratu Matiji in sestri Kancijanili izplačati doto, preračunano iz prejšnjih kron, po 500 tedanjih dinarjev. Iz lastnih nagibov, ker sta se mu zneska zdela prenizka, je doto povečal na 12.500 din.